# Albert Bockstael
Pour les articles homonymes, voir Bockstael.
Vous pouvez aider à l'améliorer ou bien discuter des problèmes sur sa page de discussion.
- Il ne cite pas suffisamment ses sources. Vous pouvez indiquer les passages à sourcer avec {{référence nécessaire}} ou {{Référence souhaitée}}, et inclure les références utiles en les liant aux notes de bas de page. (Marqué depuis septembre 2024)
- Son texte doit être wikifié : il ne correspond pas à la mise en forme Wikipédia (style, typographie, liens internes, liens entre les wikis, etc.). (Marqué depuis septembre 2024)
- La traduction doit être revue. Le contenu est difficilement compréhensible à cause d’erreurs de traduction, peut-être dues à l’utilisation d’un logiciel de traduction automatique. (Marqué depuis septembre 2024)

- Archive Wikiwix
- Bing
- Cairn
- DuckDuckGo
- E. Universalis
- Gallica
- Google
- G. Books
- G. News
- G. Scholar
- Persée
- Qwant
- (zh) Baidu
- (ru) Yandex
- (wd) trouver des œuvres sur Wikidata

Albert Bockstael, né à Anderlecht le 9 septembre 1898 et mort à Wommelgem le 18 novembre 1989, était un artiste belge qui s’est illustré en tant que peintre, illustrateur, poète et philosophe. Ses contemporains le décrivent comme un optimiste, un humaniste, et un visionnaire.
Initialement, Bockstael s'est orienté vers le mouvement l’expressionniste. Par la suite, il a développé dans son travail artistique une variante personnelle du réalisme magique. Son œuvre a finalement évolué vers une forme singulière, que les critiques d’art ont qualifiée de « réalisme poétique et mystique de Bockstael », un style qui s’inscrit dans la tradition du réalisme poétique.

## Biographie
Albert Bockstael est né en 1898 dans le quartier bruxellois d'Anderlecht. Pendant plusieurs années, il a vécu chez son grand-père, Émile Bockstael, un politicien belge éminent qui a occupé les fonctions d'échevin et de bourgmestre de Laeken pendant près d'un demi-siècle.
Bockstael a étudié à partir de 1915 à l'Académie royale des beaux-arts de Bruxelles. Parmi ses camarades de promotion, on comptait les surréalistes René Magritte et Victor Servranckx, avec lesquels il a noué des amitiés. À cette époque, il a développé un style expressionniste, considéré par P. De Hasse comme le point culminant de sa période adulte. Toutefois, cette période a également été marquée par la Première Guerre mondiale, durant laquelle un régime d’occupation sévissait à Bruxelles. En 1918, Bockstael a été emprisonné dans un établissement civil à Diest.
Après la Première Guerre mondiale, Bockstael a voyagé à travers le monde en tant que marin, ce qui a conduit à faire d'Anvers son nouveau port d'attache. Il s'est marié et a eu quatre enfants. Au milieu des années 1920, il a repris la peinture. Lorsque la ville d'Anvers lui est devenue trop animée, il a choisi de s’installer dans le calme et la sérénité offerts par son atelier à Wintam, situé le long de la Rupel.
Bien que son style ait initialement été expressionniste, Bockstael a évolué sous l'influence du surréalisme et du symbolisme, pour finalement adopter un réalisme intégrant des éléments naïfs et poétiques. Il était membre du Groupe d'Art Moderne de Liège (1920-1940), fondé par son ami, le poète Georges Linze.
La paix a été perturbée par la Seconde Guerre mondiale. Bockstael a été détenu en tant que prisonnier de guerre par les nazis de mai à décembre 1940, dans des lieux tels que Neubrandenbourg, Greifswald et Altwarp. L'impact de cette période se ressent dans de nombreuses œuvres qu'il a réalisées par la suite.
Après la guerre, le style de Bockstael s'est développé à travers le surréalisme, s'orientant vers une direction plus mystique et poétique.
Bockstael entretenait des amitiés avec des écrivains et des philosophes tels qu’Achille Chavée, Moirant, Paul Neuhuys, Geert van Bruaene et Georges-Marie Matthijs. Ce dernier le décrivait comme un « prophète distant et un peintre idéaliste ». Bockstael a également écrit des poèmes et des articles pour des revues critiques de la société, telles que la revue Anthologie de Linze et la Tribune. Cependant, en tant que poète, il était moins apprécié par les critiques que comme artiste visuel.
Albert Bockstael est décédé en 1989 à l'âge de 91 ans à Wommelgem, une commune située dans la province d'Anvers. Son décès a marqué la fin d'une vie riche en contributions artistiques et littéraires. Bockstael a laissé un héritage notable dans le monde de l'art, notamment par ses explorations du réalisme poétique et mystique.

## Œuvre

### Arts visuels
Peintures
- Rupelmonde, 1933.
- La Kermesse
- Le Carrousel
- La paix revenue (1950)
- La Tour de Babel (1959). En s'appuyant sur la forme fondamentale de la tour de Babel de Bruegel, cette œuvre présente la vision personnelle de Bockstael sur Babel. Dans ce tableau, un vaste espace est représenté, incluant le ciel et la terre. On y observe la guerre et la soif de pouvoir, ainsi que la fin des valeurs humaines, le tout dépeint dans des teintes sombres. Le soleil orange projette ses rayons sur un jardin clos, où se trouvent des tournesols et une table de jardin, symbolisant un bonheur tranquille et sécurisé, éloigné de la violence du monde.
- La kermesse ? / Le carrousel ?[1]
- Peinture d'une jeune fille nue dans la nature, 1954[2].

Illustrations
- Problème d'un Art Nouveau, Anthologie no 4, G. Linze, illustration de A. Bockstael, "Le jeune homme et les bonnes bêtes", 1939
- Carrefour, 1941 Jean Barthou, et al.; illustré par Albert Bockstael, et al. Paris : Editions de la Cité Moderne, 1941[3].
- Cormidor, Jules Gille, illustrations d'Albert Bockstael, 1943 [4]
- Chansons Bohèmes, Jean Boon, illustrations d'Albert Bockstael, 1944 [5]
- Andante Amoroso, Jean Boon, illustrations d'Albert Bockstael, 1944 [6]
- Les Savoyardes, André Sarmate, illustrations d'Albert Bockstael, 1952 [7],[8]
- Au Bout de la Route : Poèmes et Préfaces, préface de R. Moirant ; UN. Jaumotte, et al. illustrations de A. Bockstael, et al, 1965 [9]
- L'oiseau inquiet . Manifeste poétique / Edmond-Luc Dumoulin ; Préface d'Édouard Herriot ; Iconographies de Laurent Larose, Georges Comhaire, Léonide Frechkop, Albert Bockstael et Géo Hertay[10].
- Les Mémoires de Dieulepère, Moirant, préface de G. Linze, illustrations de A. Bockstael, Editions Malgrétout, Bruxelles, 1974 [11]
- A Cheval de l'Amateur au Professionnel, E. De Loménie, illustration de couverture par A. Bockstael, Editions Malgrétout, Bruxelles, 1974

Dessins
- Dessin d'une hachette à fendre[12].
- Dessin d’un couple nu à table dans la nature[13].
- Dessin à la plume d'un homme face à la ville et au soleil, 1979 [14]
- Dessin au fusain représentant un ange vu de dos. Ce sera l'une des dernières œuvres de Bockstael, 1989.

Lithographies
- Sans titre.
- Nature, 1978 [15]
- Mère et fille, 1964 [16]

Divers
- Poème du monde pur et impur, sérigraphie coloriée à la main, 1968 [17]
- Travaillez avec Josef et Maria sur votre chemin à travers une ville moderne[18].

### Publications
- La Belle Journée, Albert Bockstael ; préface de J.-P. Bonnami, Editions l'Horizon Nouveau, Liège 1942 [19]
- Ami notre Bonheur, Albert Bockstael, Editions Wastiau-Jeukens, Bruxelles 1976 [20]

### Autre
- 1958 : Directeur artistique du film Quelqu'un frappe à la porte d'Alexandre Szombati[21],[22].

## Expositions
Au cours de sa vie, Bockstael a organisé plus de 130 expositions en Allemagne et à l'étranger. Des exemples en sont :
- 1951 - Exposition[24]
- 1974 - Rétrospective Albert Bockstael[25]
- 1978 - 7 x Anvers, Musée d'Art Religieux, Ostende.
- 1983 - Albert Bockstael - Le Maître du réalisme poétique et mystique, à Huis Hellemans, Edegem. Un livre, écrit par Bockstael lui-même, a également été publié pour accompagner cette exposition[26].

### À titre posthume
Le fils de Bockstael, Raphael, a retrouvé des pièces de sa captivité dans la succession de son père et, en collaboration avec le Musée de Neubrandenburg, a développé l'idée de monter une exposition posthume :
- 2009 - "Peintures d'Albert Bockstael - Un prisonnier de guerre belge en Allemagne", exposition respectivement à Neubrandenburg et Mecklenburg-Vorpommern. Cette exposition faisait partie d'un projet visant à commémorer le début de la Seconde Guerre mondiale. En tant que prisonnier de guerre, Bockstael a enregistré la vie quotidienne dans les camps dans des journaux et des dessins. Ces documents historiques et lettres personnelles ont été exposés avec ses œuvres ultérieures (telles que The Returned Peace)[27].

## En savoir plus sur Albert Bockstael
- 1961 : Chez Albert Bockstael..., documentaire de la VRT[23]